# Gifhorn
Gifhorn é uma cidade da Alemanha localizada no distrito de Gifhorn, estado de Baixa Saxônia (Niedersachsen). A cidade situa-se a 20 km ao norte de Braunschweig, entre as cidades Hanôver e Wolfsburg. Gifhorn faz parte da região metropolitana de Hanôver-Braunschweig-Göttingen.
Mencionada pela primeira vez em 1196, o desenvolvimento de Gifhorn na Idade Média foi favorecido por localizar-se na intersecção de duas rotas de comércio medievais importantes: No sentido sul-norte a estrada velha de sal de Lüneburg a Braunschweig e no sentido ocidental do leste a rota de grão de Magdeburg a Celle.

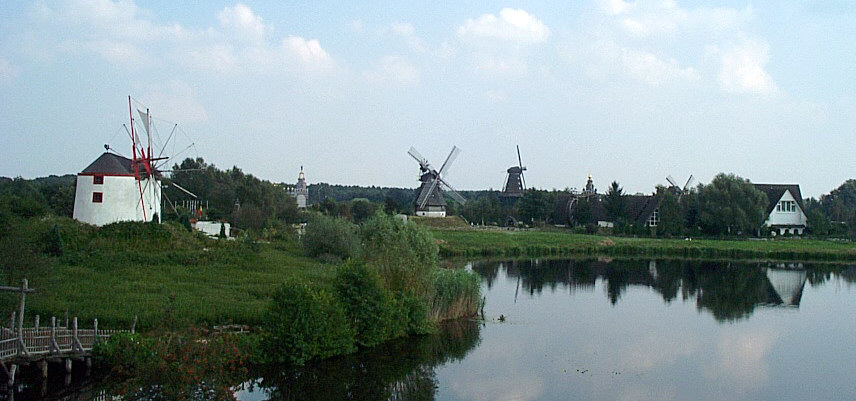
Vista panorâmica do Internationales Wind- und Wassermühlen-Museum

Em Gifhorn localiza-se o Museu international de Moinhos de vento e Moinhos de água (Internationales Wind- und Wassermühlen-Museum), cujas exposições mostram a história da fragmentação e pulverização de grãos de trigo como também de outros cereais.
Num parque com 16 hectares encontram-se no total 16 moinhos originais, entre estes moinhos oriundos de 12 países diferentes que ali foram reconstruídos.

## Geminações
|  | Xanthi na Grécia                        |
|  | Korsun-Schewtschenkiwski na Ucrânia     |
|  | Dumfries no Reino Unido (Escócia)       |
|  | Gardelegen na Alemanha (Saxônia-Anhalt) |
|  | Hallsberg na Suécia                     |